# Alessandro Vanotti
Alessandro Vanotti, né le 16 septembre 1980 à Bergame, est un coureur cycliste italien, professionnel de 2004 à 2016.

## Biographie
Alessandro Vanotti devient coureur professionnel en 2004 dans l'équipe de Gianluigi Stanga, De Nardi-Piemme Telekom. Il avait été stagiaire au sein de cette structure lors des deux saisons précédentes. En 2005, il intègre le ProTour avec la formation Domina Vacanze-De Nardi, toujours dirigée par Stanga et qui devient Milram en 2006.
En 2007, il rejoint la Liquigas. Il remporte ses premières victoires professionnelles, dont la première étape du Tour d'Italie courue en contre-la-montre par équipes. Il participe lors de ce Giro à la victoire finale de son leader Danilo Di Luca.
Le 1er août 2012, le transfert de Vanotti dans l'équipe Astana en fin de saison est annoncé. Il y accompagne son leader de Liquigas-Cannondale Vincenzo Nibali.
Lors de la préparation de la saison 2016, il chute et se fracture le plateau tibial gauche. Il met un terme à sa carrière à l'issue de la saison.

## Palmarès

### Palmarès amateur
- 2002
  - Gran Premio San Luigi di Sona
- 2003
  - Trofeo Unidelta
  - 2e de Menton-Savone
  - 3e du Trofeo Franco Balestra

### Palmarès professionnel
- 2007
  - 1re (contre-la-montre par équipes) et 5e étapes de la Semaine cycliste lombarde
  - 1re étape du Tour d'Italie (contre-la-montre par équipes)
- 2008
  - 1reb étape de la Semaine internationale Coppi et Bartali (contre-la-montre par équipes)
  - 1re étape du Tour d'Espagne (contre-la-montre par équipes)
- 2010
  - 1reb étape de la Semaine internationale Coppi et Bartali (contre-la-montre par équipes)
  - 4e étape du Tour d'Italie (contre-la-montre par équipes)
- 2013
  - 1re étape du Tour d'Espagne (contre-la-montre par équipes)
- 2016
  - 2e étape du Tour de Burgos (contre-la-montre par équipes)

## Résultats sur les grands tours

### Tour de France
5 participations
- 2005 : 133e
- 2009 : 120e
- 2011 : 133e
- 2012 : 118e
- 2014 : 147e

### Tour d'Italie
9 participations
- 2004 : 44e
- 2005 : 74e
- 2006 : 69e
- 2007 : 107e, vainqueur de la 1re étape (contre-la-montre par équipes)
- 2008 : 86e
- 2009 : 107e
- 2010 : 76e, vainqueur de la 4e étape (contre-la-montre par équipes)
- 2011 : 73e
- 2013 : abandon (14e étape)

### Tour d'Espagne
5 participations
- 2007 : 66e
- 2008 : 75e, vainqueur de la 1re étape (contre-la-montre par équipes)
- 2013 : 113e, vainqueur de la 1re étape (contre-la-montre par équipes)
- 2015 : 135e
- 2016 : 97e

## Classements mondiaux
| Année                  | 2005 | 2006 | 2007 | 2008 | 2009 | 2010 | 2011 | 2012 | 2013 | 2014 | 2015 |
| ---------------------- | ---- | ---- | ---- | ---- | ---- | ---- | ---- | ---- | ---- | ---- | ---- |
| Classement ProTour     | 182e |      |      |      |      |      |      |      |      |      |      |
| Calendrier mondial UCI |      |      |      |      |      | 267e |      |      |      |      |      |
| UCI World Tour         |      |      |      |      |      |      | nc   | nc   | nc   | nc   | nc   |